# Goesharder Friesisch

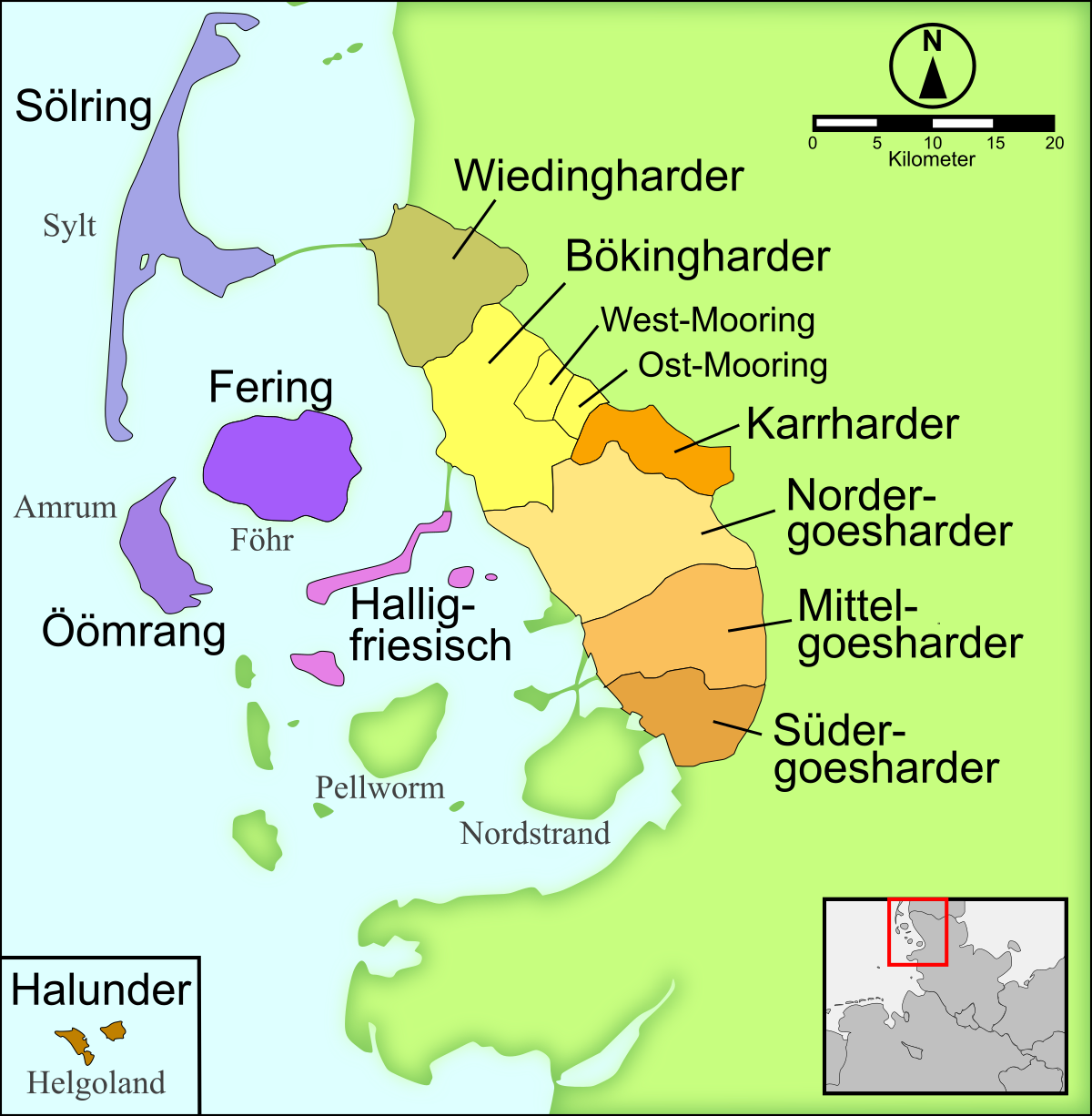
Norder-, Mittel- und Südergoesharder Friesisch in einer Karte von 1968

Die Bezeichnung Goesharder Friesisch ist ein zusammenfassender Name für drei der zehn Hauptdialekte der nordfriesischen Sprache, welche in den beiden Goesharden (nördlich von Husum) in Nordfriesland gesprochen werden. Unterschieden werden das Norder-, Mittel- und Südergoesharder Friesisch. Das Südergoesharder Friesisch ging mit den beiden letzten Sprecherinnen, die 1980 bzw. am 10. Oktober 1981 in Hattstedt verstarben, unter. Damit ist das Mittelgoesharder Friesisch heute der südlichste Dialekt der festlandnordfriesischen Mundarten.

## Aktuelle Situation
Auch die beiden verbliebenen Goesharder Dialekte sind akut vom Aussterben bedroht. So schreibt der Frisist Nils Århammar: „Über den fortschreitenden Sprachwechsel Friesisch → Niederdeutsch auf dem Festland und den Halligen zu Beginn des 20. Jahrhunderts sind wir sehr gut informiert durch die eingehende Sprachstatistik in Ernst Brandts Dissertation ‚Die nordfriesische Sprache der Goesharden‘ (Halle 1913). Brandt hat alle Haushaltungen erfasst und differenziert nach Männern, Frauen und Kindern. Nur in dem nordwestlichsten, abseits gelegenen Warftendorf Ockholm (Nordergoesharde) könne man noch ‚mit Recht von einem friesischen Dorf reden‘ – und das also schon vor 100 Jahren! Nur hier waren die friesischsprachigen Haushaltungen und Kinder damals noch in der Überzahl.“
Auch das Mittelgoesharder Friesisch sei extrem bedroht, so Århammar; im Jahre 2006 sei in Bohmstedt der letzte Sprecher der dortigen Variante des Friesischen verstorben. Auch im benachbarten Drelsdorf sprächen nur noch wenige Personen das Mittelgoesharder Friesisch.